# Люнет (архітектура)

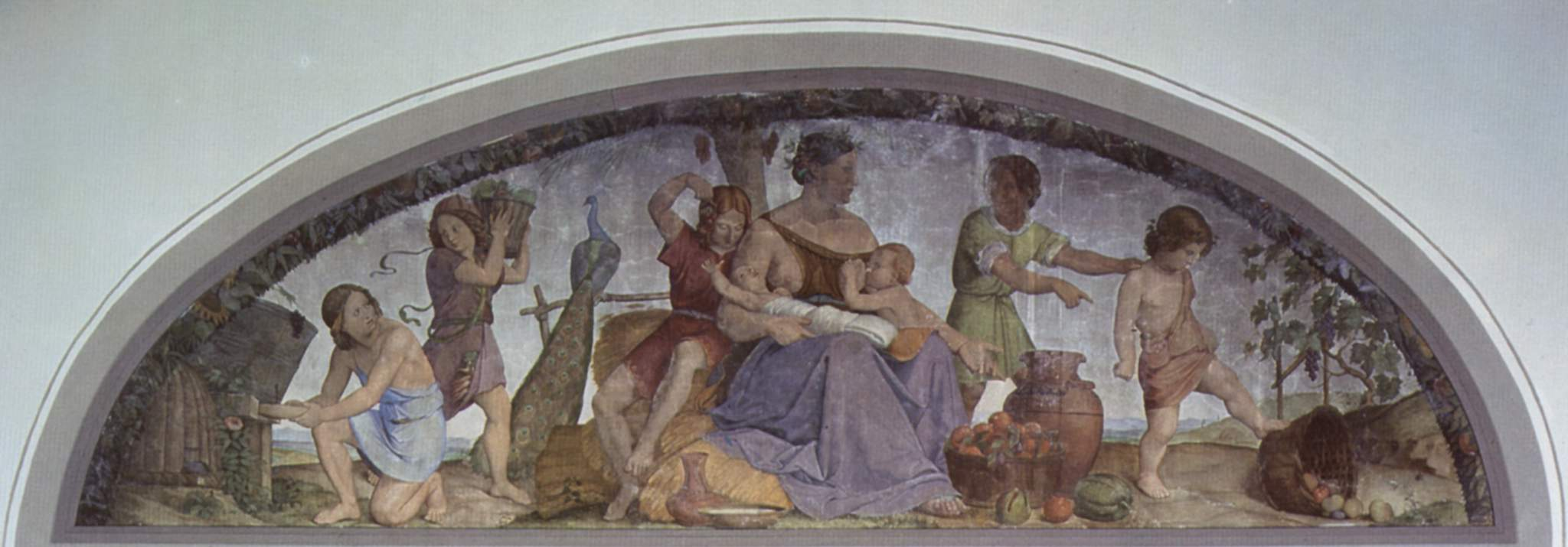
Філіп Фейт, Сім років великого достатку.

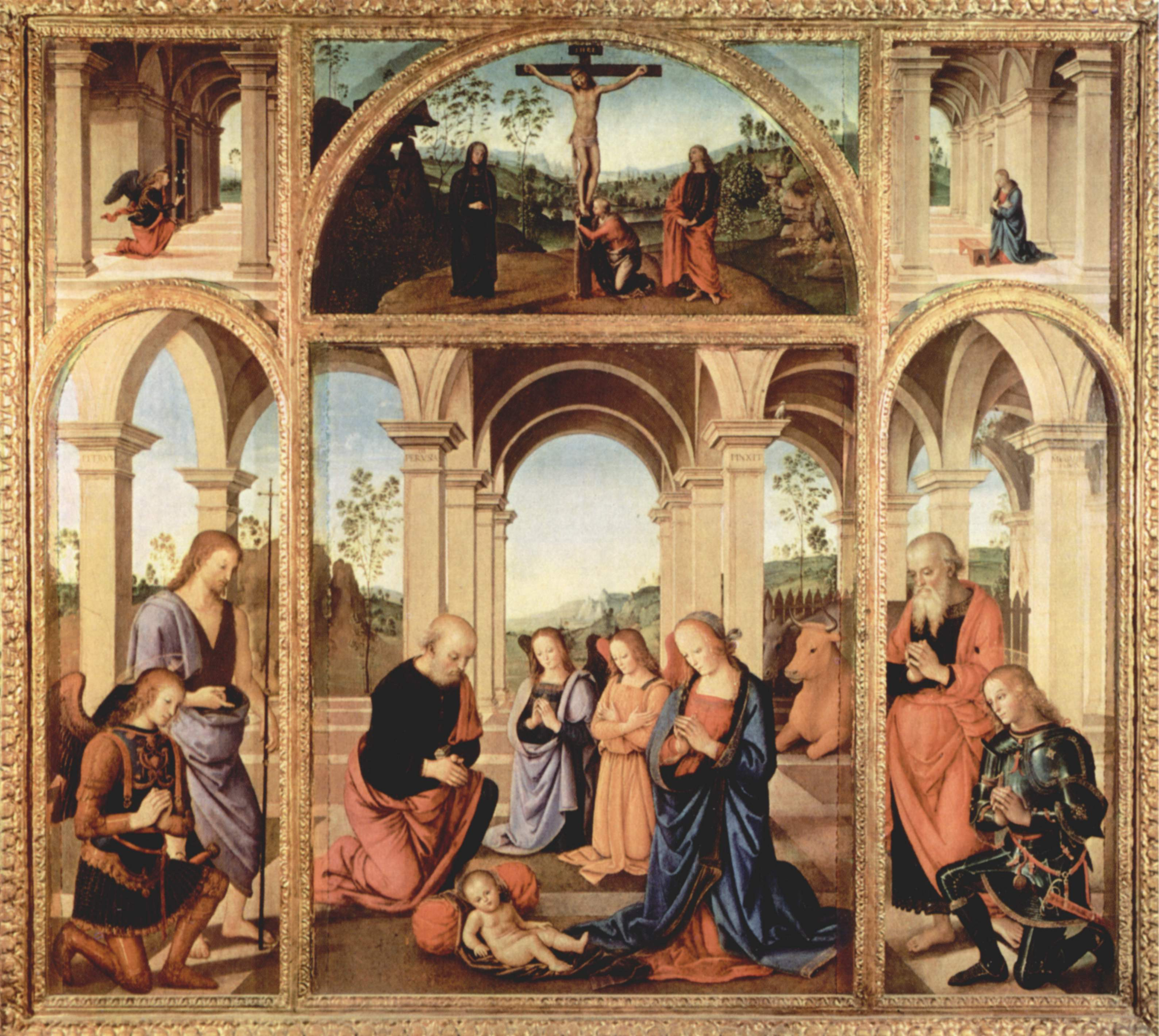
Вівтар П'єтро Перуджино

Люне́т (фр. lunette — «маленький місяць») — в архітектурі та образотворчому мистецтві обрамлене кругле або напівкругле поле стіни, яке розташоване над дверима або вікнами. Люнет часто прикрашений живописним або скульптурним декором.

У наскрізних люнетах поміщаються вікна. Люнетами також називають дугоподібні частини стулчастого вівтаря і напівкруглі картини на античних стелах. Аналогічні фрагменти фронтонів трикутної форми називаються тимпанами. Іноді останній термін використовується як синонім люнета.